# Drazan Tomic
Pour les articles homonymes, voir Tomić.
Drazan Tomic, né le 27 avril 1974 à Berlin en Allemagne, est un ancien joueur croate (naturalisé allemand) de basket-ball. Il mesure 1,97 m.

## Clubs successifs
- 1992-1997 :  Alba Berlin (Basketball-Bundesliga)
- 1997-2000 :  Telekom Baskets Bonn (Basketball-Bundesliga)
- 2000-2001 :  Chalon-sur-Saône (Pro A)
- 2001-2003 :  Cologne 99ers (Basketball-Bundesliga)
- 2003-2004 :  CB Lucentum Alicante
- 2004-2005 :  TuS Lichterfelde
- 2005 :  Unión Baloncesto La Palma
- 2005-2006 :  Unia Tarnów
- 2006 :  AO Kolossos Rodou
- 2006-2007 :  New Yorker Phantoms Braunschweig

## Palmarès
- Champion d'Allemagne en 1997
- Vice-champion d'Allemagne en 1999

## Équipe nationale
- Ex international allemand